# Приозёрное (Северо-Казахстанская область)
Приозёрное (каз. Приозёрное) — упразднённое село в Тимирязевском районе Северо-Казахстанской области Казахстана. Входило в состав Акжанского сельского округа. Исключено из учётных данных в 2024 году.
Находится примерно в 3 км к востоку от села Тимирязево, административного центра района, на высоте 172 метров над уровнем моря. Код КАТО — 596253200.
В 2,5 км в востоку от села находится озеро Куншалган.

## История
Указом ПВС Казахской ССР от 16.08.1971 года посёлку центральной усадьбы откормсовхоза «Сулинский» присвоено наименование село Приозёрное.

## Население
В 1999 году численность населения села составляла 285 человек (142 мужчины и 143 женщины). По данным переписи 2009 года, в селе проживало 73 человека (36 мужчин и 37 женщин).